# Институт современного искусства (Филадельфия)
Институт современного искусства в Филадельфии (англ. Institute of Contemporary Art, сокр. ICA) — художественный музей и выставочная площадка в Филадельфии, Пенсильвания, посвящённые современному искусству.
Музей связан с Университетом Пенсильвании и расположен на территории его кампуса; является одним из ведущих музеев США, посвященным экспонированию инновационного искусства современности.

## История и деятельность
Институт современного искусства был основан в 1963 году Холмсом Перкинсом (Holmes Perkins). Первые художественные экспозиции музея были посвящены Энди Уорхолу, Лори Андерсон, Агнес Мартин и Роберту Индиане. Музей не имеет постоянной коллекции, но новые экспонаты демонстрируются три раза в год, примерно двенадцать выставок ежегодно. Институт также предлагает образовательные программы, проводит лекции, демонстрирует фильмы и показывает выступления артистов.
Затем состоялись выставки Ричарда Артшвагера, Вии Целминьш, Карен Килимник, Чарльза Ледрея, Барри Ле Ва, Гленна Лигона, Роберта Мэпплторпа, Пепона Осорио, Тавареса Страчана и Сая Твомбли. Также в числе известных современных художников были представлены Джиллиан Уиринг, Йошитомо Нара, Джон Армледер, Роберт Крамб, Кейт Гилмор, Одили Дональд Одита, Лизы Юскавидж и многие другие художники. Кроме деятелей искусства в институте показывают свои работы модельеры (икона моды Руди Гернрайх) и другие персоны шоу-бизнеса. Здесь была представлена молодая художественная группа Space 1026.
Роберта Смит (Roberta Smith) из New York Times в 2009 году написала: «На удивление регулярно в крошечном Институте современного искусства при Университете Пенсильвании проводятся выставки, благодаря которым показы современного искусства во многих других крупных музеях выглядят тупыми, робкими и скованными».
Ранее штаб-квартира Института современного искусства находилась в Мейерсон Холле. Современное здание музея было построено в 1990 году и спроектировано американским архитектором Аделем Науде Сантосом, который впоследствии стал деканом факультета архитектуры в Массачусетском технологическом институте.